# Rita Luna
Rita Luna (Málaga, 28 de abril de 1770-Madrid, 6 de marzo de 1832), nombre artístico de Rita Alfonso García, fue una actriz española del siglo XVIII. Digna rival de la Tirana, a la que sustituyó en el olimpo de la compañía de los Reales Sitios y los teatros madrileños de la época, fue retratada por Goya a comienzos del siglo XIX (ca. 1814-1818).

## Biografía
Bautizada Rita Vidal Alfonso García, fue hija de Magdalena García y Joaquín Alfonso Luna, ambos cómicos y procedentes de Aragón, en concreto del pueblo turolense de Oliete. Como consecuencia de la vida ambulante de la familia, Rita nació en la capital malagueña en la primavera de 1770.

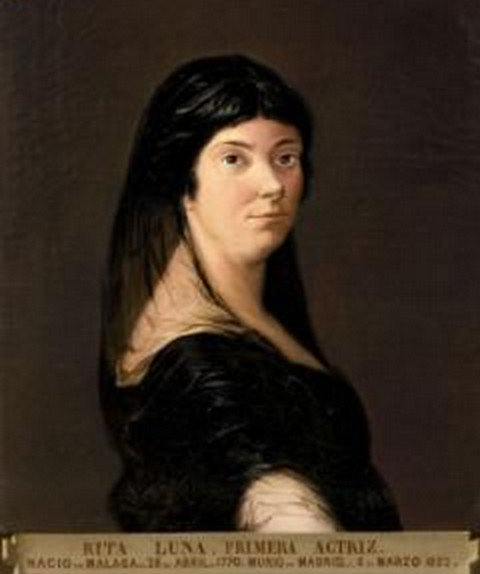
Rita Luna retratada por José Ribelles (c. 1800)

En 1789, con diecinueve años, hizo su debut en el teatro que el actor Sebastián Briñoli había instalado en la calle del Barco de Madrid. Comenzó a sobresalir en comedias clásicas como Casa con dos puertas mala es de guardar, de Calderón de la Barca, y un año después fue contratada por la compañía de los Reales Sitios, ya integrada en la cofradía de comediantes de la Virgen de la Novena, como la mayoría de los actores y literatos de Madrid. En 1790, y al parecer por influencia del Conde de Floridablanca, Rita ingresó como segunda dama en el Corral del Príncipe, sustituyendo en la compañía de Manuel Martínez a su hija a Francisca Martínez, recién jubilada. Allí rivalizó con María del Rosario Fernández, "la Tirana", primera dama de los teatros de la Corte, y asimismo retratada por Goya.
Actriz de raza, intuitiva más que teórica y estudiosa, "expresaba sus pasiones con arrebatado acento, y si en lo trágico no admitía competencia, en 'las niñas bobas' no toleraba ni siquiera la imitación". De su éxito interpretando la sultana de La esclava del negro ponto de Luciano Comella, se conserva una calcografía en el Museo Municipal de Madrid que la representa con el atavío que lució en esa ocasión. Estos triunfos, unidos a su juventud, incrementaron los celos de "la Tirana", veterana diva de la escena española. Dada la tensión entre ambas, poco después Rita decidió pasar al Coliseo de la Cruz, donde debutó con la obra de Agustín Moreto El desdén con el desdén; allí se consagró, durante dieciséis años. De las intrigas que la rodeaban da idea el hecho de que Goya le regaló un cuadro en el que aparecía ella en el campo con un perro ladrándole a los pies, y con la siguiente inscripción: "Los perros ladran a la Luna porque no la pueden morder".

### Últimos años
En la cumbre de su carrera sufrió el revés del autor Leandro Fernández de Moratín, al que no había complacido cómo había representado Rita el personaje de doña Isabel en El viejo y la niña, un papel que había estrenado la que había sido su rival, Juana García Ugalde. Fuera por despecho, por intrigas en el gremio de actrices o por desconocidos e incompatibles amoríos, Rita abandonó la escena en 1806, sin dar explicaciones ni admitir súplicas de arrepentimiento, y se retiró a vivir en el Real Sitio de El Pardo, donde según el conde de la Viñaza fue realizado el último retrato que le hizo Goya, de medio cuerpo y con una mirada melancólica y triste. Se ha apuntado que la raíz de esta decisión fue el fallecimiento de un médico al que se hallaba muy unida. Queda noticia de que destruyó todo lo que la unía a su vida anterior, incluido un retrato que el pintor aragonés le había hecho cuando se encontraba en su plenitud profesional (en medio del campo, vestida de blanco, plantada, altiva y con un perro ladrando a sus pies, y la leyenda: «Los perros ladran a la Luna porque no la pueden morder»).

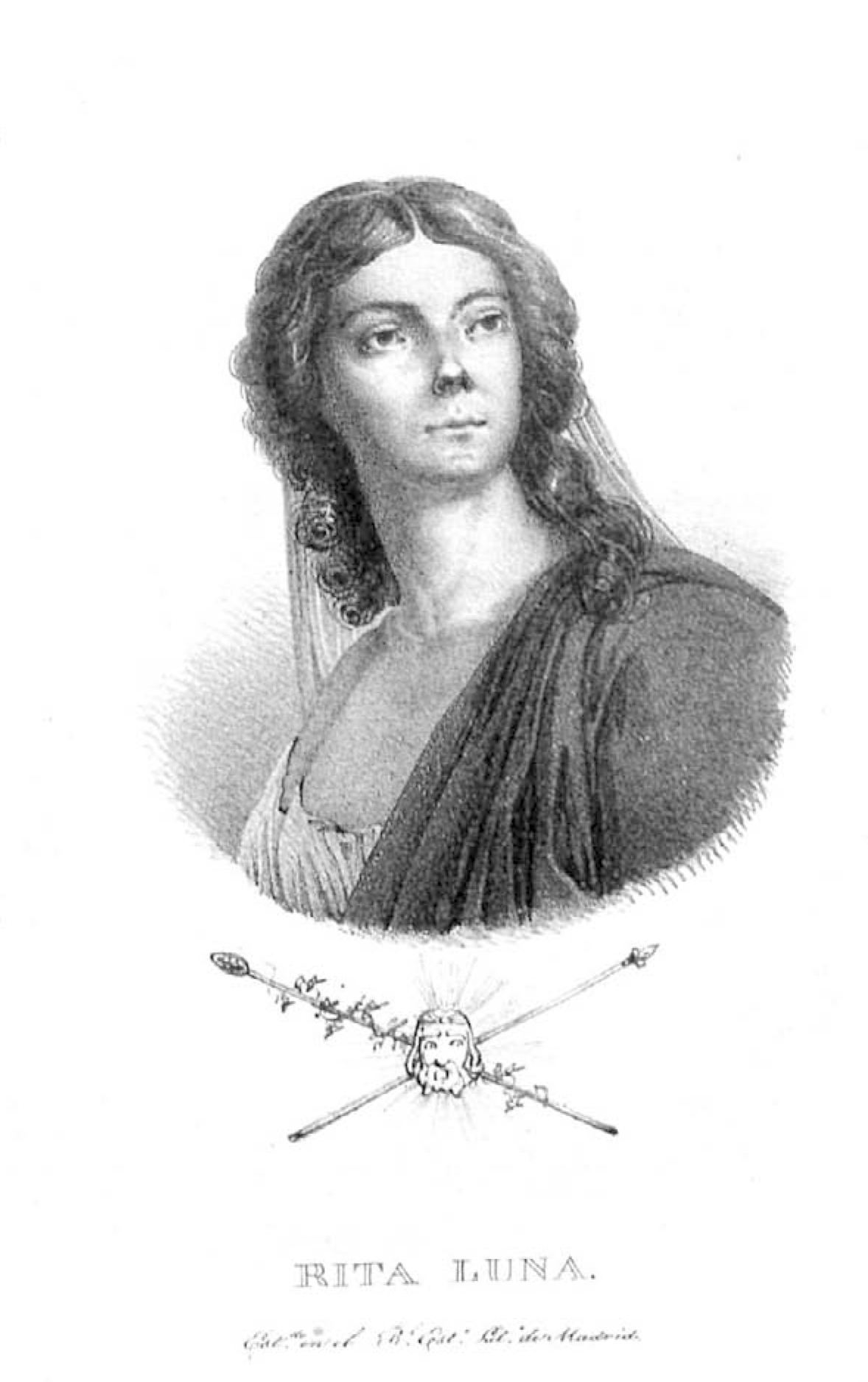
Retrato de Rita Luna aparecido póstumamente en la revista Cartas Españolas (5 de abril de 1832)

Durante la Guerra de la Independencia, la actriz se vio obligada a viajar de un lado a otro de España. Primero fue a Málaga y de allí a Carratraca, en Toledo y otros puntos del país, regresando a su casa en el El Pardo. Vivió ajena a su pasado y dedicada a obras de caridad. A raíz de una visita a su hermana Josefa en Madrid enfermó de pulmonía y murió el 24 de febrero de 1832 (según otras fuentes, el 6 de marzo).

## Personaje galdosiano
Benito Pérez Galdós recoge en sus Episodios Nacionales la presencia de Rita Luna en las tablas madrileñas, incluyéndola en varios pasajes de la trama literaria de La Corte de Carlos IV, como este en esta descripción del público del Teatro de la Cruz de Madrid:

"Sin embargo, bueno es advertir que este mismo público, a quien afeaban tan groseras exterioridades, solía dar muestras de gran instinto artístico, llorando con Rita Luna en el drama de Kotzebue Misantropía y arrepentimiento, o participando del sublime horror expresado por Isidoro [Máiquez] en la tragedia Orestes. Verdad es también que ningún público del mundo ha excedido a aquél en donaire, para burlarse de los autores malos y de los poetas que no eran de su agrado. Igualmente dispuesto a la risa que al sentimiento, obedecía como un débil niño a las sugestiones de la escena. Si alguien no pudo jamás tenerle propicio, culpa suya fue".
La Corte de Carlos IV, Benito Pérez Galdós